# 南三县 (宁波)

南三县在宁波的位置

南三县是中国浙江省宁波市市域南侧奉化市、宁海县、象山县三个县市的统称。三县环绕象山港分布，山地丘陵密布，海岸曲折，海岛众多，生态环境优良。南三县经济上均为中国百强县，但与宁波全市相比则相对欠发达。2005年开始，宁波市开始实施“南统筹”，向南三县做出政策倾斜。根据2006年发布的《宁波市城市总体规划（2006-2020）》，南三县（奉化市区除外）为宁波南部生态发展区，主要发展旅游、水产养殖、机械电子等与生态环境不发生矛盾的产业。2016年，奉化市改制为奉化区，南三县之称走入历史。